# TMK 900
JZT-1 ili TMK 900, poznat pod nazivom Tenk, prototip je zglobnog tramvaja. Izradila ga je tvornica "Đuro Đaković" 1990. u Slavonskom Brodu.
Projekt JZT (Jugoslavenski zglobni tramvaj) pokrenut je ranih 80-ih godina, a između 1987. i 1990. izrađen je samo jedan primjerak koji je nakon nekoliko godina testiranja (1994. – 2007.), uz više dugotrajnih prekida, vozio Zagrebom. Kao jedini tramvaj tog tipa s dijelovima koji nisu bili kompatibilni drugim tipovima tramvaja, često je stajao u nevoznom stanju zbog dugih čekanja popravaka. Bitno je napomenuti da tramvaj nije imao većih kvarova, no zbog izvanserijskih dijelova popravci manjih poteškoća zahtijevali su dugo čekanje dok se ne pronađu, ili izrade zamjenska rješenja. Godine 2008. odlučeno je da je održavanje neisplativo, a tramvaj se trenutno nalazi u Tramvajskom spremištu Dubrava. Do daljnjega nije sigurno hoće li biti sačuvan kao muzejski primjerak, za vožnje u turističke svrhe, ili za rashod.
Zanimljivo je to što kao tramvaj ima čak 3 "tipske" oznake, a to su JZT-1 (tvornička oznaka), TMK 900 (oznaka dobivena u ZETu) i JZT-1928/84 (pojavljuje se u njegovoj kolnoj knjizi).
Od 1992. do 2007. godine prešao je 324 618 km.
- Godina projektiranja: 1982. g
- Godina izrade: 1990. g

## Tehnički podaci
- Snaga motora: 2x150 kW
- Visina: 3,56 m
- Dužina: 19 m
- Širina: 2,20 m

## Poveznice
- Tramvajski promet u Zagrebu

## Vanjske poveznice
- Daljnje informacije o povijesti i karakteristikama tramvaja u Zagrebu  Arhivirana inačica izvorne stranice od 13. lipnja 2008. (Wayback Machine)